# Luka Tranzit Osijek
Luka Tranzit Osijek d.o.o. osnovana je 1956. godine i najveća je riječna luka u Hrvatskoj.
Povoljan geoprometni položaj čine poveznice riječnog,  cestovnog, željezničkog i zračnog prometa, posebice blizina sjecišta cestovnog koridora 5c te podunavskog koridora VII,  koji je u sustavni dio međunarodnog plovnog puta Dunavom. Osnovna djelatnost Luke Tranzit Osijek je lučki pretovar, skladištenje i ostali lučki poslovi. Također,  razvijena je trgovina građevinskog materijala, a posebice eksploatacija prirodnog pijeska (0-1 mm) iz rijeke Drave.
Od 2004. godine nalazi se u sastavu NEXE grupe.